# Volo Delta Air Lines 1080
Il volo Delta Air Lines 1080 è stato un volo di linea degno di nota per l'incidente avvenuto il 12 aprile 1977 durante la tratta da San Diego a Los Angeles del volo. All'insaputa dell'equipaggio, l'equilibratore sinistro del Lockheed L-1011 Tristar si era bloccato in posizione completamente sollevata. Ciò portò l'aereo a beccheggiare in modo aggressivo, a causare una perdita di velocità e quasi a cadere in stallo aerodinamico. La forza del beccheggio, che non poteva essere compensata spingendo completamente verso il basso la barra di controllo, venne contrastata riducendo la spinta sui motori alari dell'L-1011, ma non sul motore di coda. La spinta differenziale, insieme allo spostamento di tutti i passeggeri il più in avanti possibile nella cabina, abbassò il muso dell'aereo, permettendo ai piloti di farlo atterrare.
Un'indagine rilevò che la pressurizzazione e depressurizzazione dell'L-1011 durante i cicli di volo aveva spinto dell'acqua all'interno di un cuscinetto, corrodendolo pesantemente e provocandone l'inceppamento durante un controllo di routine delle superfici di controllo prima del decollo. La FAA emanò una direttiva di aeronavigabilità d'emergenza che ordinava alle compagnie aeree di eseguire un controllo di rilevamento su tutti i TriStar. Tale verifica, però, non fu sufficiente per impedire il decollo con l'equilibratore inceppato, di conseguenza due mesi dopo seguì un incidente simile. La FAA rese quindi obbligatorio per gli equipaggi l'ispezione degli equilibratori prima di ogni decollo.
A seguito degli incidenti, Lockheed riprogettò i sistemi degli equilibratori in modo che fossero ridondanti in caso di guasto dei cuscinetti, oltre ad aggiungere una tenuta al cuscinetto e un deflettore per ridurre la quantità di acqua a contatto con il componente. Lockheed modificò anche il manuale a disposizione dei pilota per migliorare le procedure di assistenza al controllo dell'asse del beccheggio. Inoltre la FAA rese obbligatorio per i piloti essere informati di questi cambiamenti.
Per la sua abilità nell'atterrare con l'aereo semi-paralizzato, il comandante, Jack McMahan, fu insignito del Distinguished Service Award della FAA. L'aereo venne riparato continuando a volare per la Delta fino al 1985. Successivamente è stato venduto alla American Trans Air, venendo registrato con il codice "N187AT". Il velivolo è stato demolito nel 2002.